# Frozen Fever

Một tấm ảnh từ bộ phim

Frozen Fever là một bộ phim hoạt hình ngắn được phát hành vào năm 2015 bởi Walt Disney Animation Studios và phát hành bởi Walt Disney Pictures. Là phần tiếp nối của Nữ hoàng băng giá, phim kể câu chuyện về bữa tiệc sinh nhật của Anna được chuẩn bị bởi Elsa, Kristoff, Sven và Olaf. Chris Buck và Jennifer Lee, hai đạo diễn của phần phim gốc, tiếp tục đảm nhận vai trò đạo diễn, cùng các diễn viên lồng tiếng chính gồm Kristen Bell, Idina Menzel, Jonathan Groff và Josh Gad.
Quá trình sản xuất Frozen Fever bắt đầu từ tháng 6 năm 2014 và mất 6 tháng để hoàn thành. Bộ phim ra mắt cùng với Lọ Lem vào ngày 13 tháng 3 năm 2015 và đã nhận được phản hồi tích cực từ giới phê bình.

## Nội dung
Elsa lên kế hoạch tổ chức một bữa tiệc sinh nhật hoàn hảo và bất ngờ cho Anna với sự giúp đỡ của Kristoff, Sven và Olaf. Tuy nhiên, sau khi dẫn dắt Anna vào một "cuộc truy tìm kho báu" quanh vương quốc, Elsa bắt đầu bị cảm lạnh và vô thức tạo ra một nhóm những người tuyết bé nhỏ và đáng yêu gọi là Snowgies sau mỗi lần hắt hơi. Đám Snowgies bắt đầu đùa nghịch với đồ trang trí bữa tiệc trong khi Kristoff và Sven vất vả ngăn cản và kiểm soát chúng trước khi Anna và Elsa tới. Tình trạng của Elsa trở nên tệ đi rất nhanh. Tuy nhiên chỉ tới khi cô mất kiểm soát và suýt ngã khỏi tháp đồng hồ, Anna mới có thể thuyết phục chị mình quay về nghỉ ngơi. Hai người trở về lâu đài, nơi Anna bị gây bất ngờ bởi sự chào đón mà Kristoff, Sven, Olaf và Snowgies dành cho mình. Elsa hắt hơi lần nữa và nhận ra mình đã tạo ra đám người tuyết tý hon. Dù bị Anna ngăn cản, Elsa quyết tâm đánh dấu bữa tiệc bằng cách thổi kèn đồng chúc mừng. Tuy nhiên, cô hắt hơi đúng lúc, và vô ý tạo ra một khối tuyết khổng lồ, bay về quốc đảo phương nam, rơi trúng vào Hans đang dọn chuồng ngựa. Elsa cuối cùng cũng chịu nghỉ ngơi và được chăm sóc bởi Anna. Anna nói đây là món quà sinh nhật tuyệt vời nhất, khi cô có thể chăm sóc cho chị gái. Kết phim, Olaf, Kristoff và Sven dẫn Snowgies tới sống trong lâu đài băng của Elsa cùng với người tuyết khổng lồ Marshmallow.

## Các diễn viên chính
- Kristen Bell trong vai Anna[2]
- Idina Menzel trong vai Elsa[2]
- Jonathan Groff trong vai Kristoff[2]
- Josh Gad trong vai Olaf[2]
- Chris Williams trong vai Oaken, chủ Trạm giao dịch Oaken cho khách vãng lai và xông hơi (Wandering Oaken's Trading Post and Sauna)
- Santino Fontana trong vai Hans
- Paul Briggs trong vai Marshmallow
- Các nhân vật không có lời thoại bao gồm Snowgies, người tuyết do Elsa tạo ra khi hắt hơi, và chú tuần lộc Sven của Kristoff

## Quá trình sản xuất
Vào ngày 2 tháng 9 năm 2014, trong bộ phim tài liệu The Story of Frozen: Making a Disney Animated Classic được phát sóng trên kênh ABC, giám đốc sản xuất của Disney Animation là John Lasseter thông báo rằng một bộ phim ngắn từ Frozen cùng một bài hát mới đang được sản xuất. Cùng ngày, Variety thông báo phần phim ngắn có tên là Frozen Fever sẽ được phát hành vào đầu năm 2015, Chris Buck và Jennifer Lee trở lại làm đạo diễn, Peter Del Vecho tiếp tục với vai trò nhà sản xuất và một bài hát mới được sáng tác bởi Kristen Anderson-Lopez và Robert Lopez. Người tuyết Olaf cũng sẽ xuất hiện trong phim ngắn này. Vào ngày 3 tháng 12 năm 2014, Aimee Scribner được được giới thiệu với vai trò nhà sản xuất và Frozen Fever sẽ được công chiếu cùng với Lọ Lem vào ngày 13 tháng 3 năm 2015. Vào cuối tháng 12, trong một cuộc phỏng vấn với Associated Press, hai đạo diễn của phim nói: "Có một sự kỳ diệu nào đó chứa đựng trong các nhân vật, dàn diễn viên cũng như âm nhạc của phim. Hi vọng rằng khán giả sẽ thích phim ngắn mà chúng tôi đang làm. Chúng tôi đã cảm nhận được điều kỳ diệu đó một lần nữa. Nó thực sự rất thú vị."
Frozen Fever sử dụng ca khúc mới Making Today a Perfect Day được viết bởi Kristen Anderson-Lopez và Robert Lopez. Tại buổi lễ ra mắt Lọ Lem và Frozen Fever tại rạp El Capitan Theatre, Hollywood, California vào ngày 1 tháng 3 năm 2015, Josh Gad trả lời báo USA Today: "Tôi muốn gửi lời xin lỗi đến các bậc phụ huynh vì bọn trẻ sẽ lại tiếp tục hát một bài nhạc mới đến từ Frozen."
Các nhà làm phim bắt đầu thảo luận những ý tưởng cho phim ngắn mới từ tháng 6, 2014. Sau những trao đổi đầu tiên về Olaf, trưởng nhóm phụ trách cốt truyện Marc Smith đưa ra ý tưởng điều gì sẽ xảy ra khi Elsa bị cảm lạnh, tiền đề cho nội dung của phim ngắn. Hai đạo diễn bắt đầu công việc vào tháng 6 và việc thu âm lồng tiếng cho phim bắt đầu từ tháng 8. Quá trình sản xuất Frozen Fever kéo dài 6 tháng. Tất cả các họa sĩ hoạt hình từng góp mặt trong Nữ hoàng băng giá đều muốn tham gia vào phim mới, khiến cho một số lượng lớn họa sĩ được ghi nhận trong phần danh đề kết thúc của phim. Việc sản xuất gặp nhiều khó khăn khi phải bó gọn trong một khoảng thời gian ngắn vào mùa thu 2014, sau khi Biệt đội Big Hero 6 hoàn thành và trước khi các họa sĩ hoạt hình bắt tay vào thực hiện bộ phim hoạt hình dài tiếp theo.

## Phát hành
Frozen Fever công chiếu tại rạp bên cạnh Lọ Lem vào ngày 13 tháng 3, 2015. Phim cho phép tải về kỹ thuật số từ ngày 11 tháng 8 năm 2015, và nằm trong tuyển tập phim ngắn của Walt Disney Animation Studios, Walt Disney Animation Studios Short Films Collection được phát hành trên đĩa Blu-ray và DVD vào ngày 18 tháng 8, 2015. Phim cũng được đính kèm trong phiên bản Blu-ray, DVD và kỹ thuật số của Lọ Lem được ra mắt vào ngày 15 tháng 9, 2015. Vào ngày 9 tháng 11 năm 2015, phiên bản DVD riêng lẻ, độc quyền bởi hệ thống cửa hàng Tesco tại Anh được ra mắt.

## Phản hồi
Claudia Puig của báo USA Today đánh giá phim ngắn 3 trên 4 sao, mô tả bài hát mới Making Today a Perfect Day là vui vẻ, dễ nghe. Cô kết luận rằng mặc dù không gây phấn khích và sáng tạo như bộ phim gốc, phần phim ăn theo tràn ngập cảm xúc ấm áp với câu chuyện ngắn về hai chị em này vẫn mang lại một sự hài lòng. Trong bài viết cho BBC, Natalie Jamieson cho rằng bài hát mới bắt tai và vui tươi. Robbie Collin của The Daily Telegraph khen ngợi Making Today a Perfect Day là một món ăn tuyệt hảo và cho rằng hai nhạc sỹ Kristen Anderson-Lopez và Robert Lopez hoàn toàn đủ khả năng để mang đến một điều đặc biệt cho phần phim Nữ hoàng băng giá tiếp theo." Mike Scott của The Times-Picayune viết rằng "với sự pha trộn giữa ngọt ngào, ngớ ngẩn và đầy giai điệu, bộ phim ngắn này của Disney đáp ứng được sự nhất quán trong tầm nhìn và tinh thần của phần phim gốc."
Bên cạnh đó, Dan Kois của Slate gọi bộ phim là "một sự thất vọng thật sự, phát đạn hụt đầu tiên trong các phim ngắn của Disney, và vì thế là phát đạn hụt nghiêm trọng đầu tiên trong triều đại của Lasseter tại Disney." Witney Seibold của CraveOnline viết rằng bộ phim là một sự ca tụng chủ nghĩa tiêu dùng phô trương mà Disney đang tiêm nhiễm.

## Liên kết
- Website chính thức
- Frozen Fever trên Internet Movie Database
- Frozen Fever tại Rotten Tomatoes